# 燕京伶人抄
『燕京伶人抄』（ペキンれいじんしょう、中国語読み：エンチンリンレンチャオ）は、皇なつきによる日本の漫画作品。1997年、あすかコミックスDX 角川書店

## 概要
1920年代の燕京（ペキン）を舞台にした、全8作の短編集。
前半は京劇を中心に話が進む。これは、作者が当時『さらば我が愛-覇王別姫-』に影響を受けたことによる。

## 登場人物
楊 洛仙（ヤン ルオシェン）
人気の旦角（女形）。漫画・初版のメインとなるキーキャラクター。
馮 如海（フォン ルウハイ）
昔から京劇が好きで、自分が書いた戯曲が舞台で演じられることが夢だったが、夢を諦め、真面目な銀行員として暮らしていた。如山がきっかけで洛仙と出会い、芝居への情熱を取り戻す。漫画・初版と[弐]版に登場する。
馮 如山（フォン ルウシャン）
如海の年の離れた弟。大の芝居好きだが、これ以上うつつを抜かされては困ると、祖父から観劇を禁じられている。役者を目指し、家出する。
蓮湘（リェンシァン）
洛仙と同じ劇団の役者。女性。男女共演が禁じられている中、男の振りをして舞台に立っている。
陳（チェン）
馮家の使用人。
鳳霞（フォンシャ）
如海の妻。お互いの顔も知らぬまま結婚した。毎晩帰りの遅い夫を起きて待つ。どんなに愛しても愛してくれない夫に寂しさを募らせる。
采蘋（ツァイピン）
如海の妹。「女子無才便是徳（女はばかな方がいい）」という考えを持つ祖父に反発する。漫画・初版から登場し、[弐]版「暁の聲」以外のメインとなるキーキャラクター。
綉文（シウウェン）
芝居好きの少女。親が決めた結婚のために女学校を辞めさせられる。
敏鴻（ミンホン）
綉文の親友。采蘋とも友人。漫画・初版と[弐]版に登場する。
小 翠環（シァオ ツイファン）
洛仙の一座に新たにやって来た少年。兄であり師父と慕う者に芝居の手ほどきを受けている。
曹 玉芳（ツァオ ユイファン）
かつて洛仙と張り合い、人気を二分していた役者。
韓 雁（ハン イェン）
采蘋の婚約者。采蘋がまだ母親のお腹の中にいた頃に、父親同士が「この子が女の子だったら結婚相手に」と決めた。
如英（ルウイン）
如海の弟、采蘋の兄。漫画・初版と[弐]版に登場する。
晋華（チンホワ）
敏鴻や采蘋の友人。汪（ワン）将軍に見初められ、父親より年上の汪に妾として嫁がされる。
汪太太（ワンタイタイ）／毓貞（ユイチェン）
汪将軍の正妻。夫が妾を欲しがれば、自らいい女を探して来たり、大勢いる妾たちにも優しく接し、貞女の鑑だと噂される。亡くなった第二夫人の亡霊に悩まされる。
阿環（アファン）／春生（チュンション）
敏鴻の姪。義母・文絶に無視されている。
培源（ペイユァン）
敏鴻の兄。文絶という親が決めた妻がいたが、宜萱と結婚した。しかし、仕事もろくに見つからず、結局宜萱に一言もないまま実家に戻り、文絶と復縁した。
宜萱（イーシュアン）
若い頃、留学先の日本で培源と知り合い、親の反対を押し切り、結婚、阿環をもうける。培源に置いていかれた後も、阿環と慎ましやかに暮らしていたが、やがて阿環も培源に引き取られた。
文絶（ウェンチェ）
培源の妻。培源が宜萱を選び、離縁を申し入れたが、親が断固として受け入れず、そのまま妻として彼の家で待っていた。培源が帰ってきてからは4人の子をもうける。
十三爺（シーサンイエ）
北京の富豪。彼に逆らえば、北京ではまともに生きていけないと言われるほどの権力者。漫画・初版と[弐]版に、名前のみで登場する。
丹娘（タンニャン）
父親は暗殺された軍閥将軍、母親はロシア人。かつて汪将軍の妾だった。劇団を首になり、お金に困り、ある学校のヌードモデルを引き受ける。
翡翡（フェイフェイ）
丹娘の同居人。汪将軍の遺児。お嬢様育ちで、金がないのに金のかかることを好む。
周 友善（チョウ ヨウシャン）
学生。丹娘のことを好きになる。

## 各話あらすじ
鳳凰乱舞（ほうおうらんぶ）
大の芝居好きの如山は、いつか自分も役者になりたいと願っていた。しかし、名家の出である如山にそれは許されなかった。（※ 役者はこの時代、乞食同然の身分だった）
愁雨歳月（しゅううさいげつ）
17歳で嫁いで以来、夫・如海に愛されたいと願い続けてきた鳳霞。夫は、忘れていた芝居への情熱を取り戻し、仕事を終えた後も熱心に脚本を書き、今にも体を壊しそうだった。やがて、全て旦角の洛仙のせいだと思い始める。
鏡花水月（きょうかすいげつ）
芝居好きの少女・綉文は、洛仙の大ファンだった。しかし、親に結婚相手を決められ、通っていた女学校も辞めさせられようとしていたある日、偶然洛仙と出会い、諦めきれない、と思い直すが……。
落下流水（らっかりゅうすい）
一座と新たに契約を結んだ少年・小翠環。彼と洛仙が共演する舞台は、いずれも大入りで大人気だった。初めてなのに、とても演じやすいと感じる洛仙。洛仙は過去の出来事を思い出す。
女兒情（じょじじょう）
亡き父が勝手に決めていた婚約の話。活発な少女・采蘋は、その話に憤り、親友の敏鴻の元へ家出する。翌日、兄から、婚約者が突然訪ねてきた、と告げられる。采蘋は、兄に協力してもらい、この話を断ろうとするが、楊（ヤン）と名乗り、別人として振る舞ううちに、次第に彼のことが気に入っていく。
雪晨（せっしん）
親友の晋華が妾として嫁がされることを知った采蘋。泣き悲しんでいた晋華だったが、その家の正妻に優しくされ、美しく着飾った幸せな生活を送っていた。その正妻は、妾を許し、夫のために自分で探してくるほどだと知った采蘋は、そんなのはおかしい、と考えを改めるよう日参するが……。
寶貝歌（ほうばいか）
今や、正妻の子になっている、実子・阿環を見にやって来た宜萱。事情を良く知らない義妹・敏鴻に、昔の話を聞かせる。
暁の聲（あかつきのこえ）
劇団を首になり、お金に困っていた丹娘はある学校の美術の授業でヌードモデルを引き受ける。丹娘の美しい肢体に夢中になる周友善。ある日、丹娘は周に「モデルをやめてほしい」と言われる。

## 書籍情報
- 単行本（角川書店、絶版）
  - 燕京伶人抄（1996年6月）
  - 燕京伶人抄[弐]女兒情（1997年6月）
- 文庫本（潮出版社）
  - 燕京伶人抄（2004年10月、ISBN 4267017115）
- 復刊版（角川書店から発行、B5判）
  - 燕京伶人抄（2019年2月22日発売、ISBN 978-4-04-107938-6）
    - 収録作品：「鳳凰乱舞」「愁雨歳月」「鏡花水月」「落花流水」

  - 燕京伶人抄　[弐]　女兒情（2019年2月22日発売、ISBN 978-4-04-107939-3）
    - 収録作品：「女兒情」「雪晨」「寶貝歌」「暁の聲」